# Архіпелаг (фільм, 2021)
«Архіпелаг» — російський історичний фільм, прем'єра якого відбулася 27 квітня 2021 р. Розповідає про долю російсько-шведської експедиції на Шпіцберген.

## Сюжет
Події фільму відбуваються наприкінці XIX століття. Російсько-шведська експедиція на чолі з Олександром Васильєвим відправляється на Шпіцберген, щоб визначити форму і розміри Земної кулі.

## В ролях
- Дмитро Паламарчук — Олександр Васильєв
- Андрій Мерзлікін
- Марина Петренко — Ліліан (журналістка)

## Виробництво
Виробництвом займалась компанія «Лендок», продюсер і режисер фільму - Олексій Тельнов.
Премьєра фільму пройшла 27 квітня 2021 на Московському міжнародному кінофестивалі, в прокат картина вийшла у червні 2021 р.